# Homalattus coriaceus
Homalattus coriaceus är en spindelart som beskrevs av Simon 1902. Homalattus coriaceus ingår i släktet Homalattus och familjen hoppspindlar. Inga underarter finns listade i Catalogue of Life.